# Astilleros Armon Vigo
Astilleros Armon Vigo S.A. es un astillero español propiedad de Astilleros Armon situado en el barrio de Coya de la ciudad de Vigo. Su actividad es el diseño, construcción, transformación y reparación de buques de alto valor añadido en acero de hasta 190 metros de eslora y 50 metros de manga.

## Historia
La atarazana ocupa las instalaciones de los desaparecidos Construcciones Navales Santodomingo e Hijos de J. Barreras en la Avenida de Beiramar, en el barrio vigués de Coya, desde 1999 está integrado en el grupo naval asturiano Astilleros Armon. El grupo empresarial lo componen otros cinco centros entre Asturias y Galicia en las localidades de Burela, Gijón, Navia, Puerto de Vega y un taller de conformado y corte de acero en Coaña. Desde su inauguración a finales del siglo XX ha construido buques anualmente de forma ininterrumpida hasta nuestros días, tanto para armadores españoles como extranjeros.

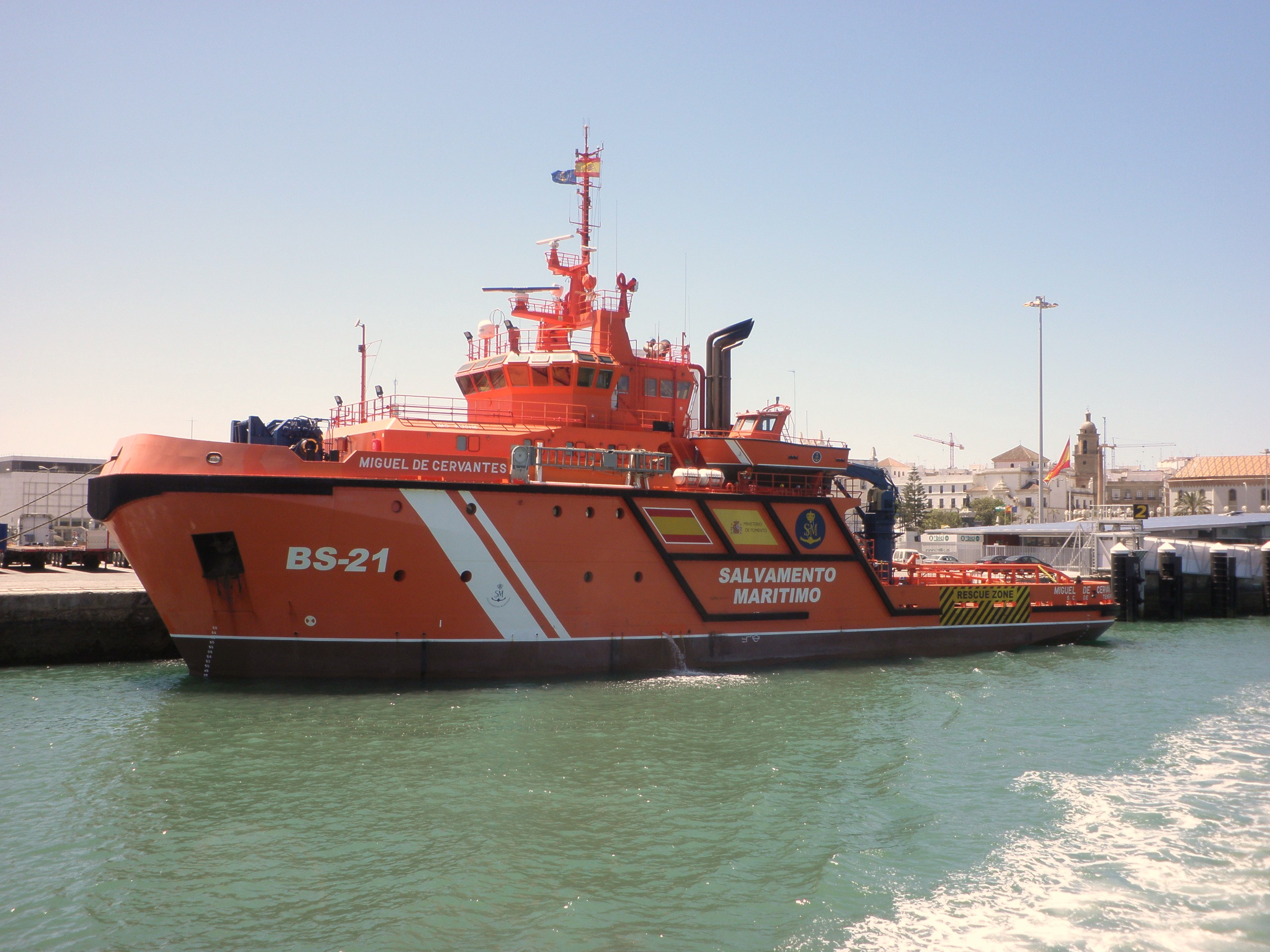
Remolcador Miguel de Cervantes (ex Ecosar Austral), entregado a la Sociedad de Salvamento y Seguridad Marítima en el año 2005.

Durante sus primeros años de actividad construye principalmente buques pesqueros (arrastreros y palangreros) para armadores gallegos de diversas localidades como Bueu, Cillero, La Guardia, Ribeira o Vigo.
Uno de los grandes hitos de la compañía tiene lugar durante el mes de noviembre de 2017 gracias a la adjudicación de un contrato con la armadora Nueva Pescanova para la construcción de siete pesqueros por un importe de 42,5 millones de euros, lo que supuso el mayor encargo de construcción naval realizado por una empresa pesquera española de la historia. La atarazana construyó seis unidades y subcontrató el restante a Industrias Navales A Xunqueira, para cumplir en plazo con las cláusulas del acuerdo.
En el año 2021 la factoría gallega consigue la mejor valoración técnica para la construcción de un nuevo buque oceanográfico para el Instituto Español de Oceanografía (IEO), imponiéndose en el proceso de evaluación a otro astillero vigués, Freire Shipyard. En noviembre del citado año, la UTE formada por la atarazana junto con la firmas tecnológicas Sistem y Ayesa Air Control, también consigue la mejor valoración en el concurso público licitado por Salvamento Marítimo para la ejecución del proyecto de I+D+i iSar, ideado para la creación de un «sistema integral de respuesta a emergencias marítimas con tecnologías innovadoras». Pese a ello, la mesa de contratación del concurso público optó por adjudicar el proyecto a la austriaca Schiebel Corporation tras presentar una oferta económica dos millones de euros inferior a la de la UTE española.

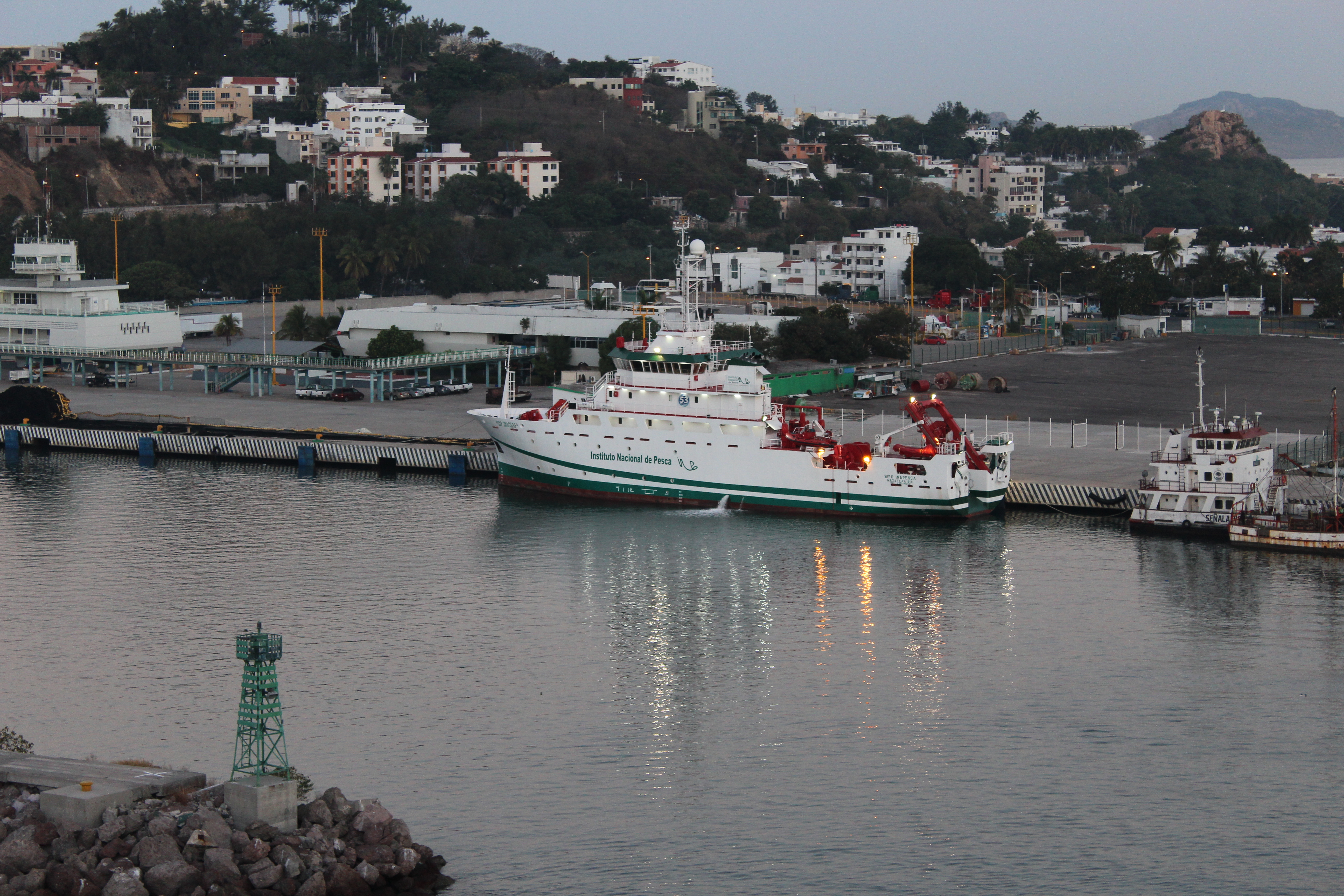
Oceanográfico BIPO Inapesca.

En la edición de FITUR de 2022 fue presentado por Adolfo Utor, presidente de Baleària, el primer ferry de pasaje y carga libre de emisiones contaminantes de su flota. La construcción de este barco fue contratada a Astilleros Armon Vigo, siendo esta la primera ocasión que la factoría gallega se encarga de la ejecución de un proyecto de estas características.

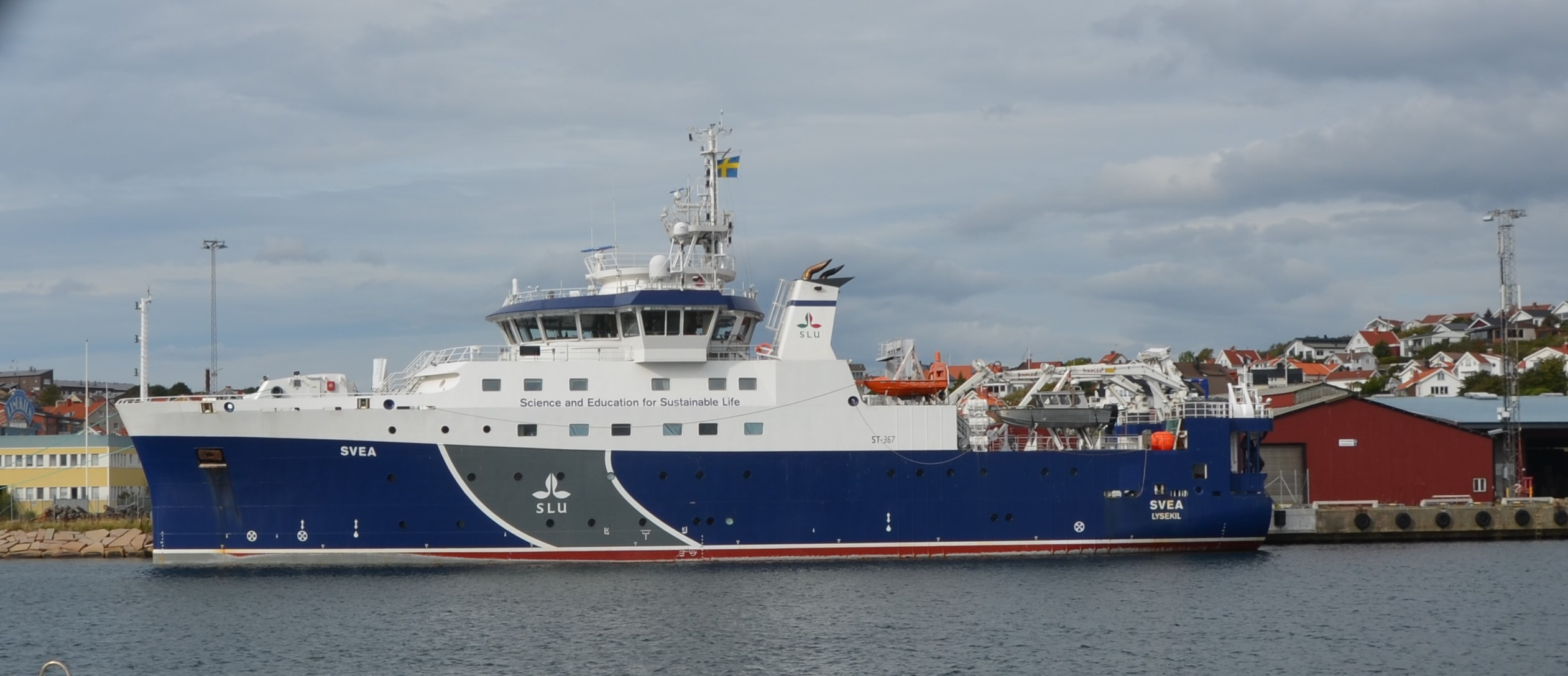
Oceanográfico RV Svea.

En mayo de ese mismo año, la magistrada del juzgado de lo Mercantil número 2 de Pontevedra con sede en Vigo, autoriza la adquisición por parte de Astilleros Armon Vigo de la unidad productiva de Hijos de J. Barreras por un importe de 14,7 millones de euros y la subrogación de una veintena de trabajadores, imponiéndose en el proceso a las ofertas presentadas por Astilleros Gondán y Marina Meridional. La integración de estas instalaciones a través de la sociedad mercantil de nueva creación Astilleros Ría de Vigo S.A. supuso que la factoría de Coya actualmente sea la de «mayor capacidad de todo el naval privado español».
Los primeros proyectos planificados por la dirección de la empresa para estas instalaciones fueron la construcción de un oceanográfico para Islandia, un pesquero encargado por un armador argentino y la estructura de un nuevo oceanográfico para el IEO.

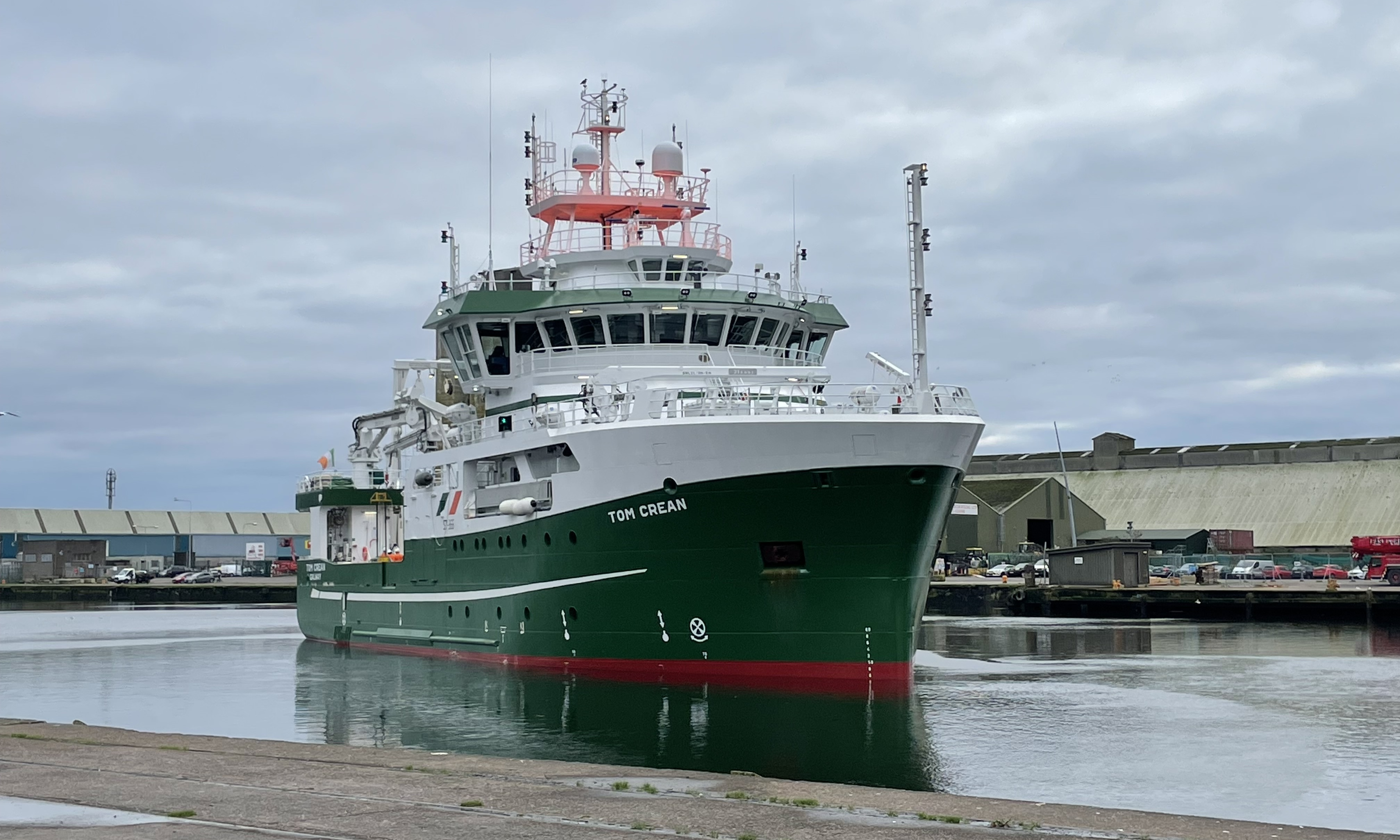
Oceanográfico RV Tom Crean en Cork.

En esta etapa –comienzos de la década de 2020- Armon Vigo junto con Freire Shipyard se afianzan en los dos principales constructores navales privados gallegos por facturación, tras las quiebras de los históricos Factorías Vulcano e Hijos de J. Barreras, este último integrado en la empresa asturiana después de su liquidación.
Llegando a la mitad de este decenio y tras la integración de las instalaciones del antiguo Barreras, amplia su cartera de pedidos de nuevas construcciones, lo que supone una plena carga de trabajo en sus dos factorías durante esos años. Iniciándose por primera vez en el segmento de la construcción de buques patrulleros y militares, al ser el astillero seleccionado en las licitaciones públicas para la construcción de un patrullero oceánico para el Servicio Marítimo de la Guardia Civil y dos buques multipropósito para las Fuerzas Armadas de Suecia.
A comienzos de 2025 la armadora británica Bibby Marine adjudica al astillero vigués la construcción de un eCSOV, siglas en inglés para electric Commissioning Service Operation Vessel, buques destinados a la instalación y mantenimiento de parques eólicos marinos. Este buque, inicialmente adjudicado a Astilleros Gondán y ensamblado en las antiguas instalaciones de Hijos de J. Barreras es el primero de este tipo realizado por una factoría naval gallega.

## Productos

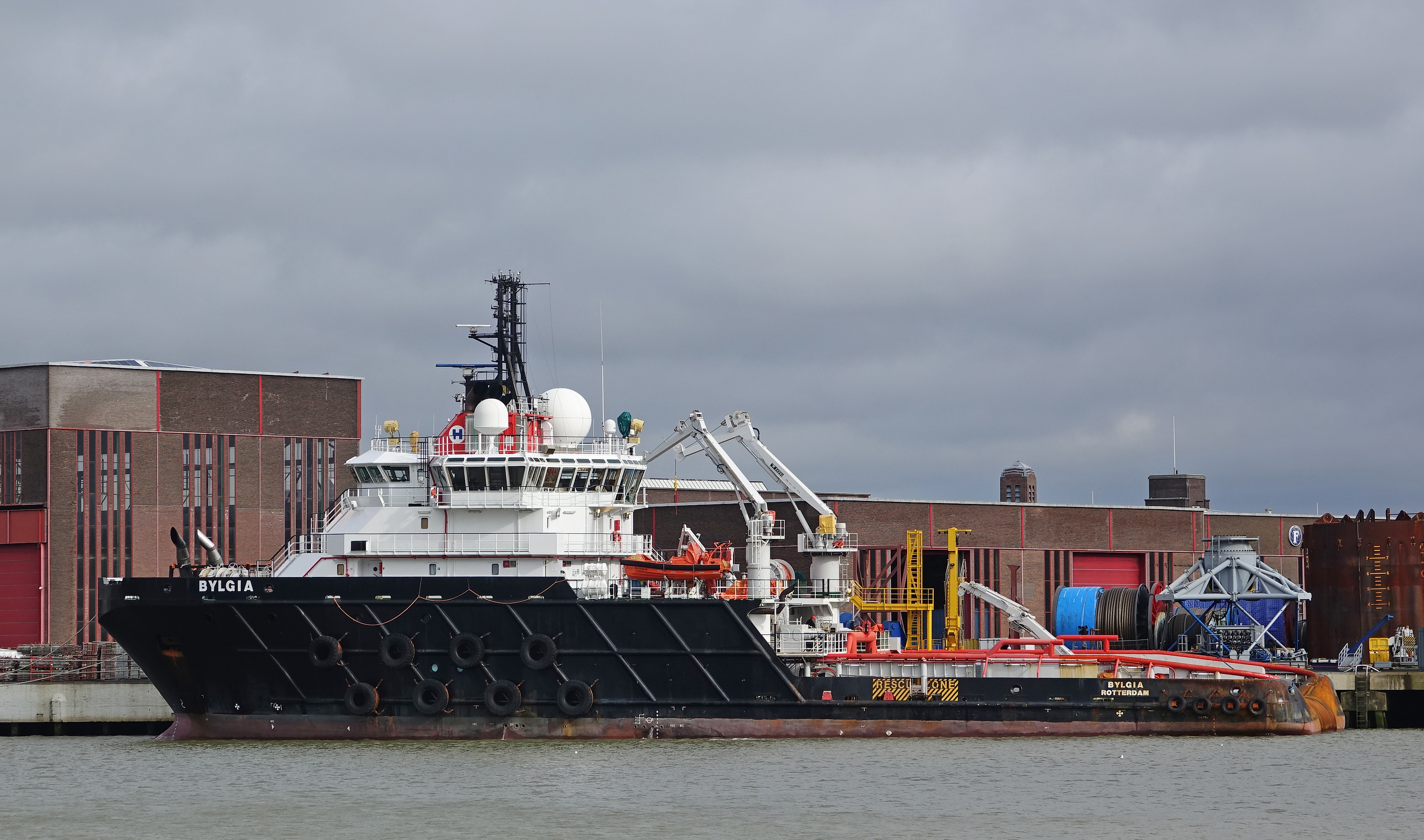
Anclero Bylgia.

La principal actividad de Astilleros Armon Vigo y de su filial Astilleros Ría de Vigo (antiguo Hijos de J. Barreras), aunque son dos sociedades mercantiles funcionan como una sola empresa a efectos de producción. Es la construcción de buques de alto valor añadido de gran tonelaje en acero, otro importante nicho de negocio de la compañía son los trabajos de reparación, transformación y refitting de embarcaciones.
En lo que respecta a sus más de 150 nuevas construcciones la atarazana ha realizado mayoritariamente proyectos de buques pesqueros, como la práctica totalidad del resto de astilleros de la ría. También ha hecho entrega a armadores privados e instituciones públicas de otro tipo de embarcaciones, como por ejemplo: buques escuela, catamaranes, ferris, mercantes, offshore, remolcadores y modernos oceanográficos. Especializándose recientemente en este último segmento de buques del que la factoría es un referente internacional junto con Freire Shipyard, astillero también vigués.

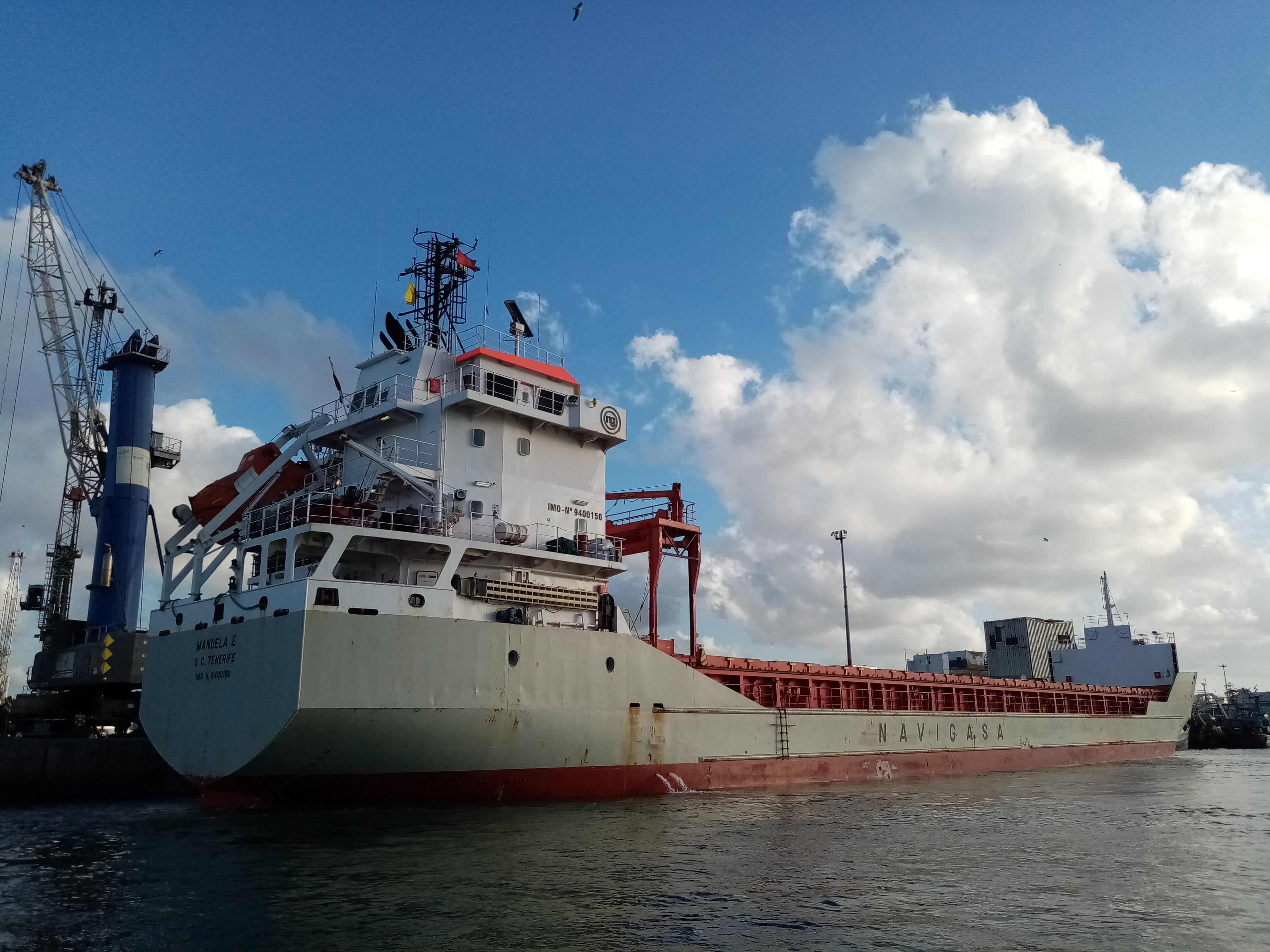
Portacontenedores Manuela E.

### Ferris
La iniciación de la factoría en el diseño y construcción de ferris de pasaje es relativamente reciente, siendo su primera entrega el Terevau Piti a la sociedad Polinesye 1 de Tahití en abril de 2021. Apenas un año después, en septiembre, se produce la botadura del Cap de Barbaria para Baleària, de estilo «double ended» (operativo por proa y popa) fue el primer ferry eléctrico de pasaje y carga construido en España.

### Mercantes
En cuanto a los buques destinados al transporte de mercancías hizo entrega de los portacontenedores Finita R (ex Chela) y Manuela E, pareja encargada por Naviera de Galicia S.A. (NAVIGASA). También construyó el asfaltero Lagan para la armadora J&L Shipping.

### Oceanográficos

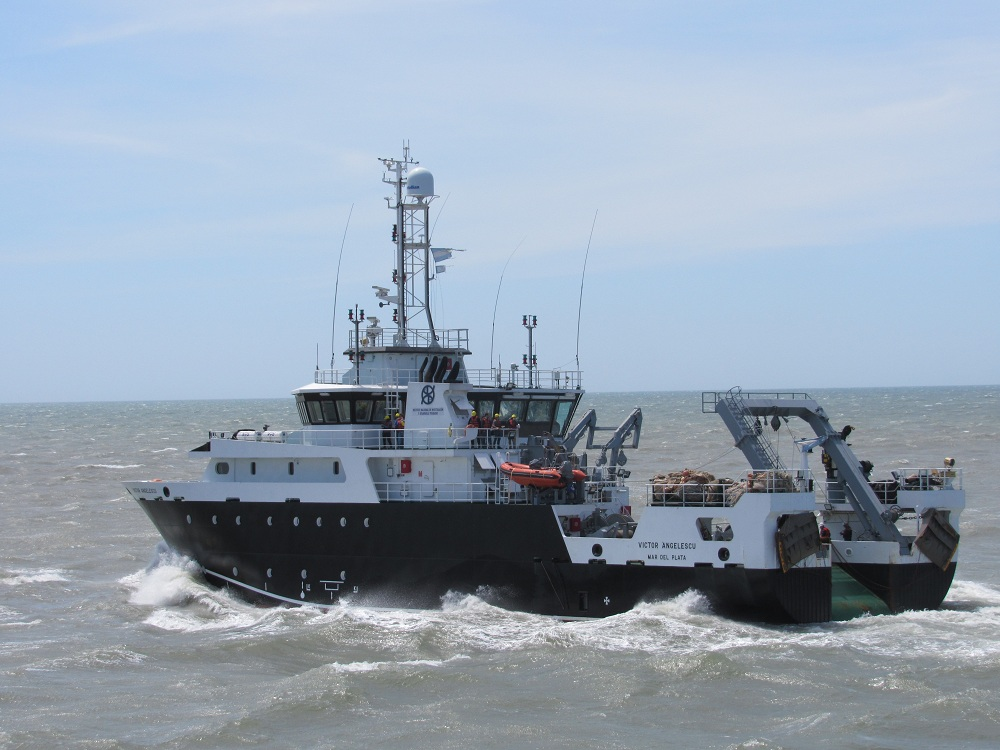
BIP Víctor Angelescu.

Los oceanográficos son uno de los grandes nichos de negocio del astillero gallego, construyendo este tipo de buques tanto para administraciones públicas españolas como de otras naciones. Para el Instituto Español de Oceanografía (IEO) ha construido el Ángeles Alvariño, Odón de buen y Ramón Margalef, mientras que sus entregas a estamentos científicos de otros países al margen de España son el Anna Weber-van Bosse para el Royal Netherlands Institute for Sea Research (NIOZ) de los Países Bajos, Azores Ocean para la Direção Regional das Pescas de Azores de Portugal, BIPO Inapesca para el Instituto Nacional de Pesca (INAPESCA) de México, Kaharoa II para el Niwa de Nueva Zelanda, RV Svea para la Universidad de Ciencias Agrícolas de Suecia, RV Tom Crean para el Marine Institute de Irlanda, Þórunn Þórðardóttir para el Instituto de Investigación Marina y de Agua Dulce de Islandia, BIP Mar Argentino y BIP Víctor Angelescu, estos dos últimos encargados por el Instituto Nacional de Investigación y Desarrollo Pesquero (INIDEP) de Argentina.

### Offshore

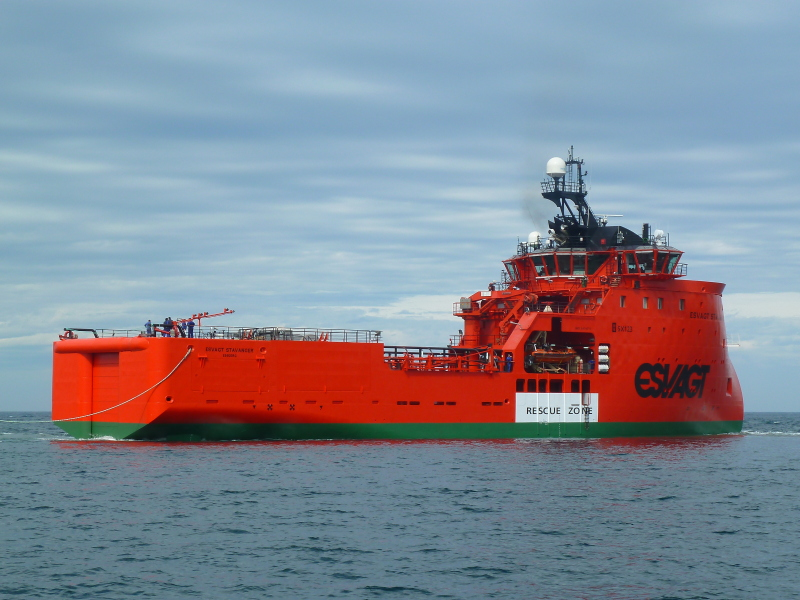
Esvagt Stavanger.

La construcción de este tipo de buques destinados al apoyo de plataformas petrolíferas, parques eólicos marinos o al tendido de cables submarinos no es habitual en las gradas del astillero. El primer proyecto de estas características realizado por la factoría de Coya fue el A.H. Valletta entregado en 2010 a la italiana Finarge Armamento Genovese. Un año después se hizo cargo de los trabajos para la finalización del Esvagt Stavanger, la construcción de este buque fue iniciada por Factoría Naval de Marín y tras el colapso financiero del astillero de la Ría de Pontevedra la casa armadora decidió trasladarlo a Vigo para rematarlo.

### Patrulleros y militares
Su primera construcción en este segmento de buques fue la patrullera de vigilancia de altura Duque de Ahumada para el Servicio Marítimo de la Guardia Civil, botada en noviembre de 2024 está destinada a misiones humanitarias, lucha contra la inmigración irregular, el narcotráfico o la trata de seres humanos. Esta nueva embarcación de la benemérita reemplazó al Río Miño tras cumplir su vida útil.

### Pesqueros

#### Arrastreros

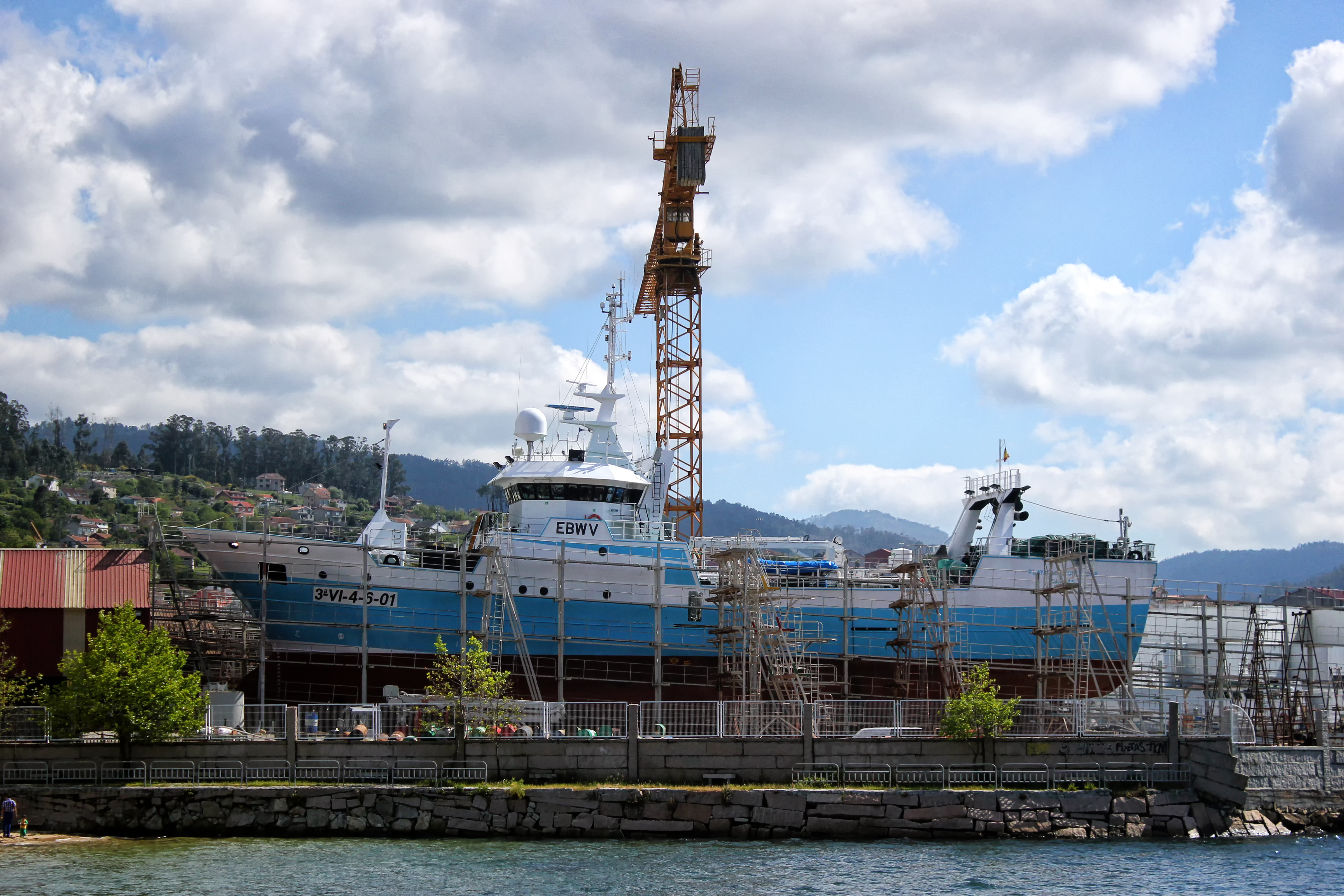
El arrastrero Playa Menduiña Dos varado en Astilleros Placeres de Marín.

En lo que respecta a los buques de pesca de arrastre por popa, denominados arrastreros, ha construido más de treinta unidades. Principalmente estos barcos son por encargo de empresas pesqueras gallegas o españolas, aunque también para ha realizado proyectos para armadores de Argentina, Canadá, Irlanda, Islandia, Namibia y Rusia. De todos estos pesqueros pueden citarse los siguientes: Ana Gandón, Baldvin Njálsson, Chanteiro, Baleiro Primero, Don Juan Álvarez, Eirado do Costal, Empesur VIII, Erin Bruce II, Fakir, Farruco, Folias (ex Fiordo), Fuente de Macenlle, Funcho, Graciela I, Hadassa Bay, José Américo, José Marcelo, Lady Comeau III, Lalandii 1, Nina, NovaNam One, NovaNam Two, Ocean Venture II, Oshiveli, Pemba Bay, Playa de Castiñeiras, Playa Menduiña Dos, Ponta Macalonga, Ponta Matirre, Ponta Timbué, Praia de Areamilla, Praia de Rodeira, Praia de Samil, Rossoren o Severnaya Zemlya (ex Playa de Arneles).
Es reseñable indicar que la factoría naval gallega ha participado activamente en los últimos años en la renovación de las flotas pesqueras tanto de España como de Argentina, entre sus hitos figuran siete unidades para Nueva Pescanova que dispone de la mayor flota pesquera de España y otras cuatro para la argentina Moscuzza, entre otras entregas a clientes de ambas nacionalidades.

#### Atuneros
A lo largo de sus más de veinte años de historia construyó cuatro grandes atuneros congeladores, el primero fue el Parsian Shila botado en el año 2006 para un armador iraní. Posteriormente -en la década de 2010- se entregan otras tres unidades: Camila, El Duque y Titis, contratados todos ellos por pesquerías mexicanas.

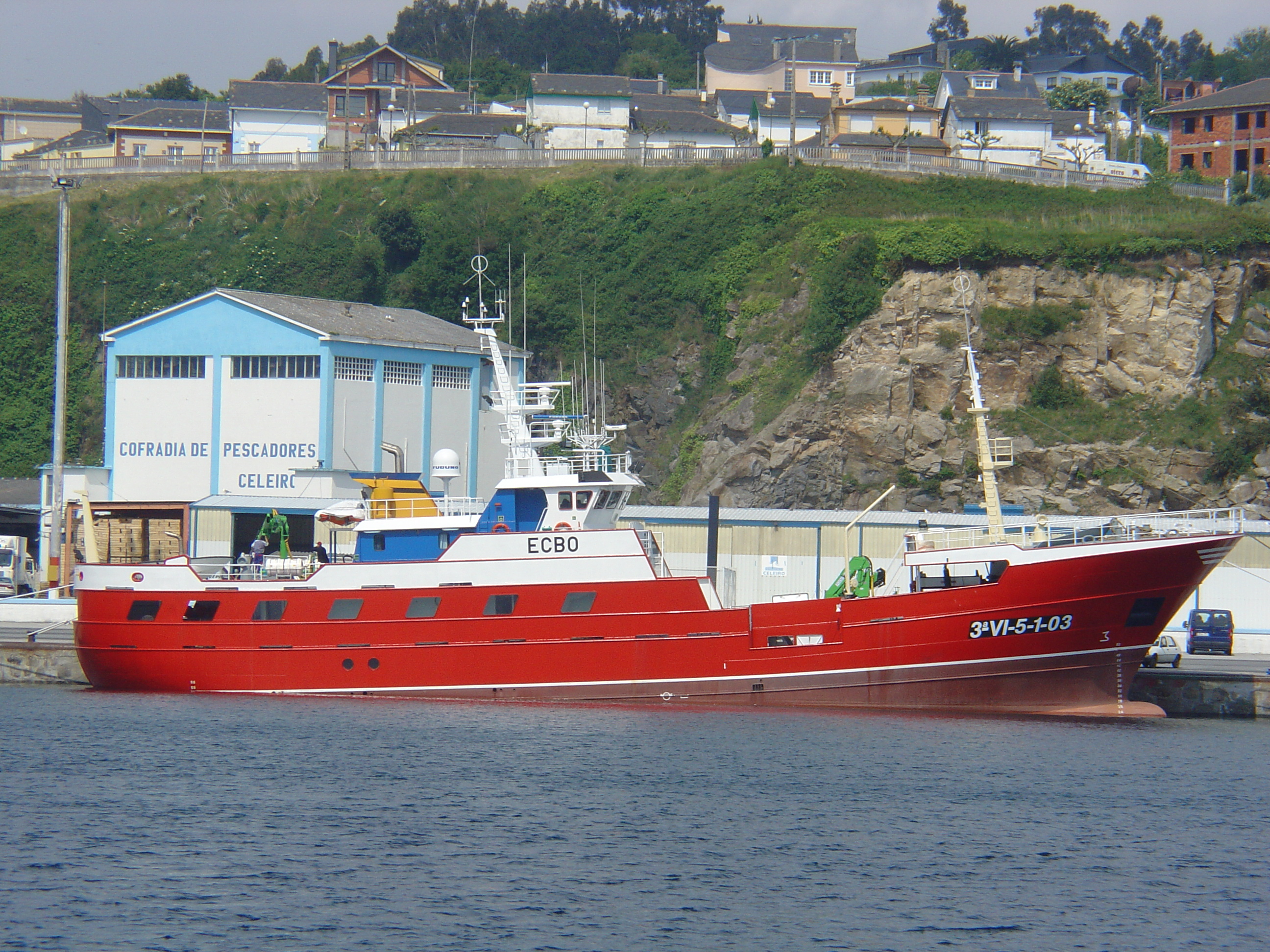
Palangrero Ecce Homo Glorioso (ex Gloria F.) amarrado en Cillero.

#### Palangreros
De igual modo, Armon Vigo construye de forma habitual embarcaciones pesqueras orientadas al palangre, barcos de menor eslora y tonelaje que los grandes arrastreros o los atuneros.
La atarazana ha realizado más de una veintena de entregas de este tipo de buques de pesca, entre los que se encuentran el Costa Azul Uno, Costa Azul Dos, Coyo Tercero, Coyo Séptimo (ex Saiñas), Ecce Homo Glorioso (ex Gloria F.), Eclipse Tres, Glacial, Loucenzas, Maicoa Dos, Maicoa Tres, Mar Aral, Maral Segundo, Nuevo Golondrina, Nuevo Josmaru, Nuevo Monte Ventoso (ex Costa Ramos), Nuevo Pleamar, Pedra da Grelo (ex Yanke Uno), Playa Muiño Vello, Playa Zahara (ex Ana Barral), Talasa (ex Pescarosa Tercero), Tronio, Xuxo (ex Francisco Alba) o Zumaya Dous, por ejemplo.

### Remolcadores

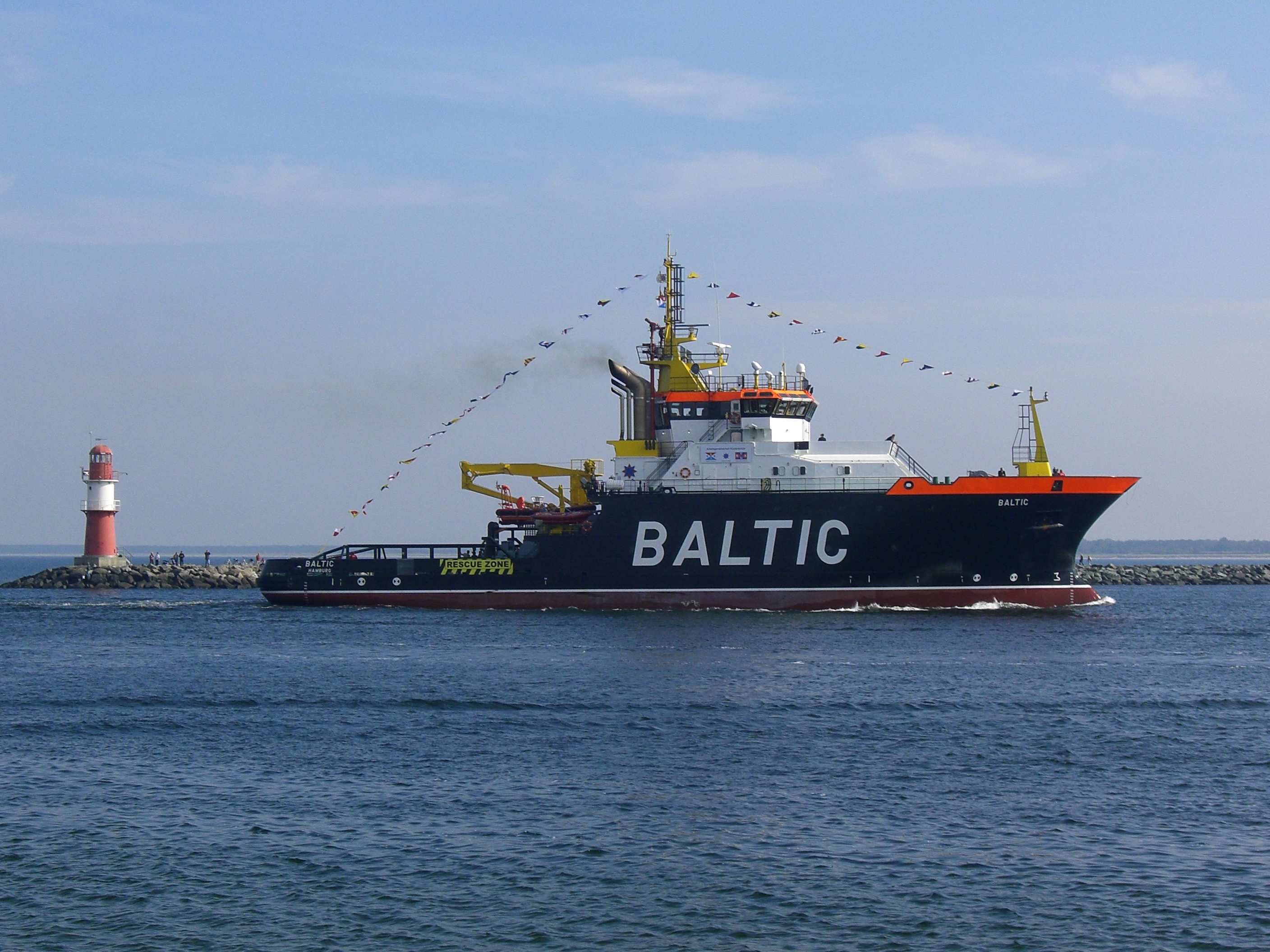
Remolcador de altura Baltic en el puerto de Warnemünde.

Durante el decenio que abarca el periodo 2005-2015 la factoría realizó proyectos para la construcción de remolcadores, remolcadores de altura tipo offshore o ancleros, destinados a funciones como extinción de incendios, salvamento marítimo, remolque y labores auxiliares en los puertos en donde operan. En los años posteriores la construcción de este tipo de buques descendió en la factoría viguesa en detrimento de ferris, oceanográficos o pesqueros.

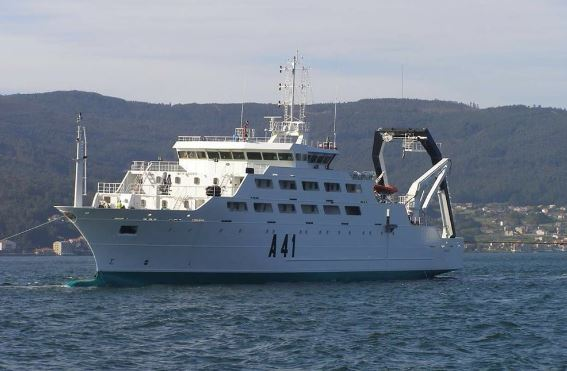
Buque escuela Intermares (A-41) en Ferrol.

De sus gradas han salido el Miguel de Cervantes (ex Ecosar Austral) y el Luz de Mar (ex Ecosar Boreal) –ambos de la Clase Luz de Mar- para la Sociedad de Salvamento y Seguridad Marítima. Otras embarcaciones de este tipo realizadas por Armon Vigo son el Avant 30 (ex Rigel), Alice One, Armon Tres, Baltic, Ibaizabal Doce o los ancleros «gemelos» Bylgia y Kolga.

### Otros buques
En su palmarés también figuran otros buques no vinculados con los sectores anteriormente citados; el buque escuela Intermares (A-41) para el Ministerio de Agricultura, Pesca y Alimentación de España, el hidrográfico ACR Roncador para la Armada de la República de Colombia o los maciceros Haizea Lau y Haizea Sei, estos dos últimos encargados por la armadora Albacora y destinados a prestar apoyo a la flota atunera de la compañía vasca.

## Instalaciones

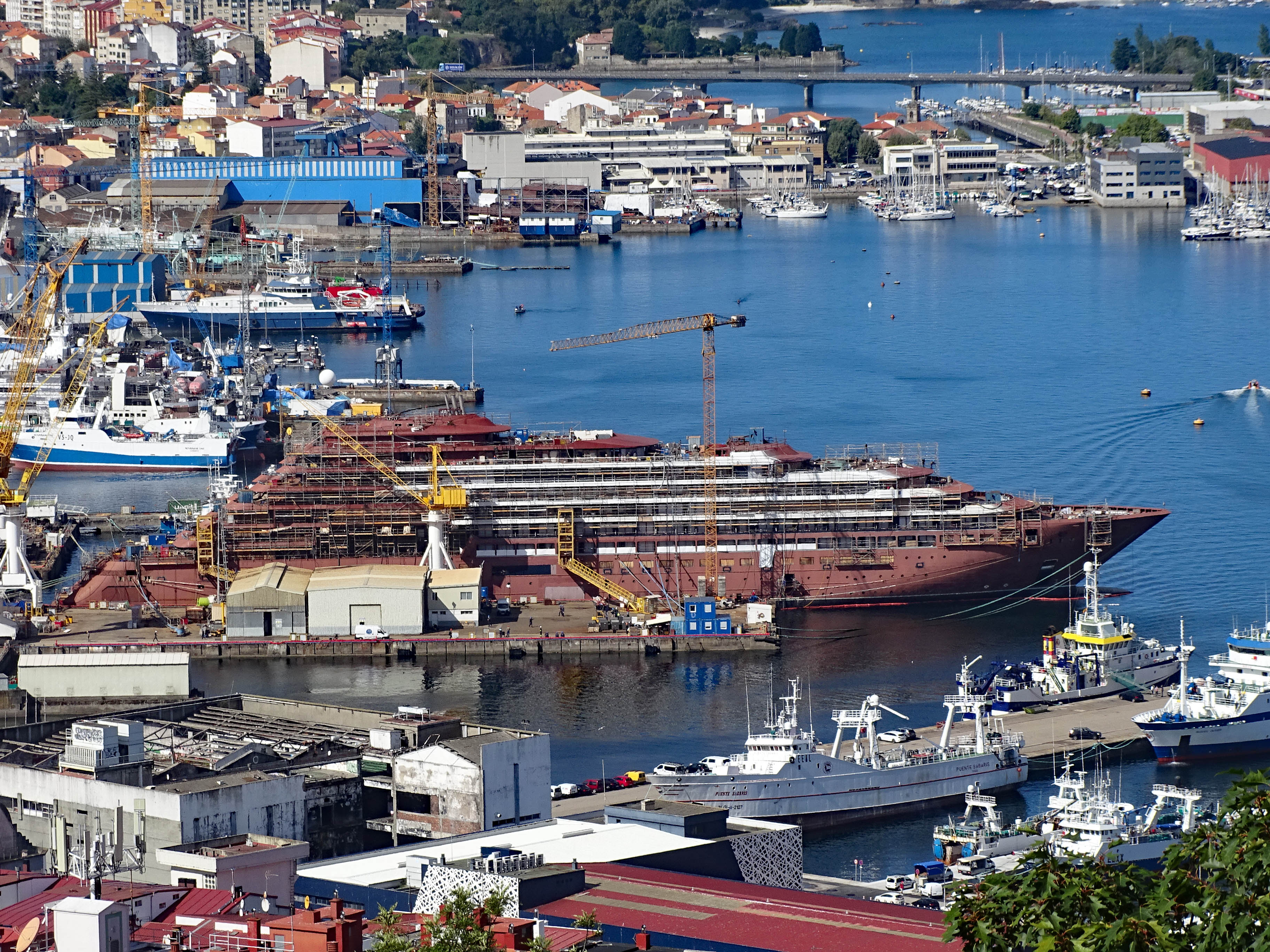
En 2022 Astilleros Armon Vigo adquirió las instalaciones del quebrado Hijos de J. Barreras.

En sus instalaciones de la Avenida de Beiramar actualmente cuenta con una superficie aproximada de 132 000 m². En ellas se encuentran dos gradas de 190 x 50 metros, otra grada para buques de hasta 70 metros de eslora, una grada cubierta de 120 x 18 metros, un varadero de 120 x 17 metros para buques de hasta 2 400 toneladas y dos muelles en donde se realizan los trabajos de armado e instalación de equipos en las embarcaciones de nueva construcción tras su botadura.
También dispone de almacenes, aparcamiento propio para empleados o visitas, talleres de calderería, grúas móviles, puentes-grúa, auto-grúas, oficina técnica, centro de corte de chapa, etcétera.

## Certificaciones de Calidad
El astillero actualmente está en posesión de los siguientes certificados de calidad: ISO 9001, ISO 14001 y la OHSAS 18001.

## Premios y reconocimientos
- En 2024 el ferri Cap de Barbaria construido por Astilleros Armon Vigo es galardonado como la «Mejor construcción naval de 2023» en la entrega anual de premios de la Asociación de Ingenieros Navales y Oceánicos de España (AINE).[90]

- Medalla de Oro de Vigo en 2023.[91] Distinción otorgada por el pleno del ayuntamiento en reconocimiento a su contribución al desarrollo económico e industrial de la ciudad y de su área metropolitana.

- En 2022 el Lady Comeau III construido por Astilleros Armon Vigo es galardonado como «Mejor barco para vieira» en los premios Work Boat World Best que organiza anualmente la revista australiana Baird Maritime.[92]

- En 2022 el Terevau Piti construido por Astilleros Armon Vigo es galardonado como «Mejor buque de pasajeros único» en los premios Work Boat World Best que organiza anualmente la revista australiana Baird Maritime.[92]

- En 2012 el oceanográfico Ángeles Alvariño construido por Astilleros Armón Vigo consigue el tercer puesto en el Concurso Buques Destacados que organiza anualmente la Asociación de Ingenieros Navales y Oceánicos de España (AINE).